# 奥野隆史
奥野 隆史（おくの たかし、1932年（昭和7年）12月3日 - 2003年（平成15年）9月6日）は、日本の地理学者。学位は、理学博士（東京教育大学・1965年）。筑波大学名誉教授。

## 略歴
東京府東京市神田神保町生まれ。1955年東京教育大学地理学科卒、1964年同大学院博士課程満期退学、同助手、1965年「東京都区部における発生・吸收交通に関する研究」で、東京教育大学より理学博士の学位を取得。1969年青山学院大学経済学部助教授、1974年東京教育大学理学部助教授、1976年筑波大学助教授、1980年教授、1996年定年退官、名誉教授、上武大学商学部教授。2003年定年退任。2000 - 01年日本地理学会会長。

## 著書
- 『計量地理学の基礎』大明堂、1977
- 『交通と地域』大明堂、1991

### 共編著
- 『計量地理学』石水照雄共編 共立出版、1973
- 『点と線の世界 ネットワーク分析』高森寛共著 三共出版 三共科学選書、1976
- 『地理学関係文献目録総覧 自然・人文・社会 1880～1982』編 原書房、1985
- 『都市と交通の空間分析』編著 大明堂、1996
- 『人文地理学辞典』山本正三、石井英也、手塚章共編 朝倉書店、1997
- 『地理学関係書誌の書誌』編著 皓星社、1998
- 『商業地理学入門』高橋重雄、根田克彦共著 東洋書林、1999
- 『日本の地誌 中国・四国 鳥取県・島根県・岡山県・広島県・山口県・香川県・愛媛県・徳島県・高知県』森川洋、篠原重則共編 朝倉書店、2005
- 『日本の地誌 日本総論 2(人文・社会編)』山本正三、谷内達、菅野峰明、田林明 共編 朝倉書店、2006

### 翻訳
- ブライアン・J.L.ベリー『小売業・サービス業の地理学 市場センターと小売流通』西岡久雄,鈴木安昭共訳 大明堂、1970
- レスリー・J.キング『地域の統計的分析』西岡久雄共訳 大明堂、1973
- E.J.テーフ、H.L.ゴージェ『地域交通論 その空間モデル』大明堂、1975
- グールド、ホワイト『頭の中の地図 メンタルマップ』山本正三共訳 朝倉書店、1981
- ブライアン・J.L.ベリー、ジョン・パル『小売立地の理論と応用』西岡久雄、鈴木安昭共訳 大明堂、1992